# Pont de Saint-Étienne de La Salvetat-sur-Agout
Le pont de Saint-Étienne est un pont médiéval situé à La Salvetat-sur-Agout, dans le département de l'Hérault. Il permet le franchissement de la Vèbre avant qu'elle ne se jette dans l'Agout. 

## Historique
La construction du pont de Saint-Étienne remonte vraisemblablement XVe siècle. Il fait l’objet d’une inscription au titre des monuments historiques depuis le 31 janvier 1964.

## Description
Le pont est constitué de quatre arches. Ses piles sont pourvues d'éperons triangulaires, les piles et éperons sont construits en granit.

## Photographies

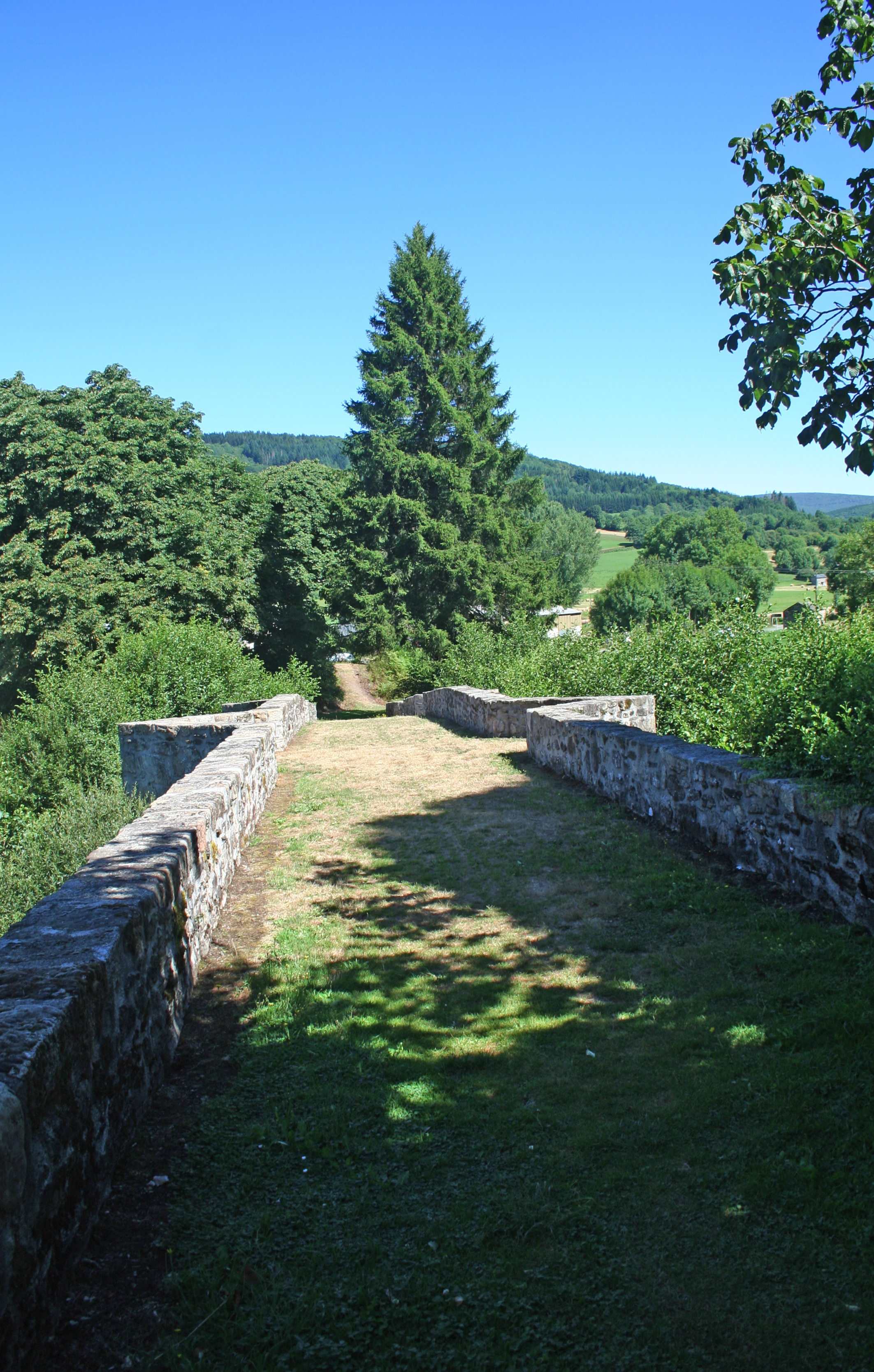
Vue du pont.
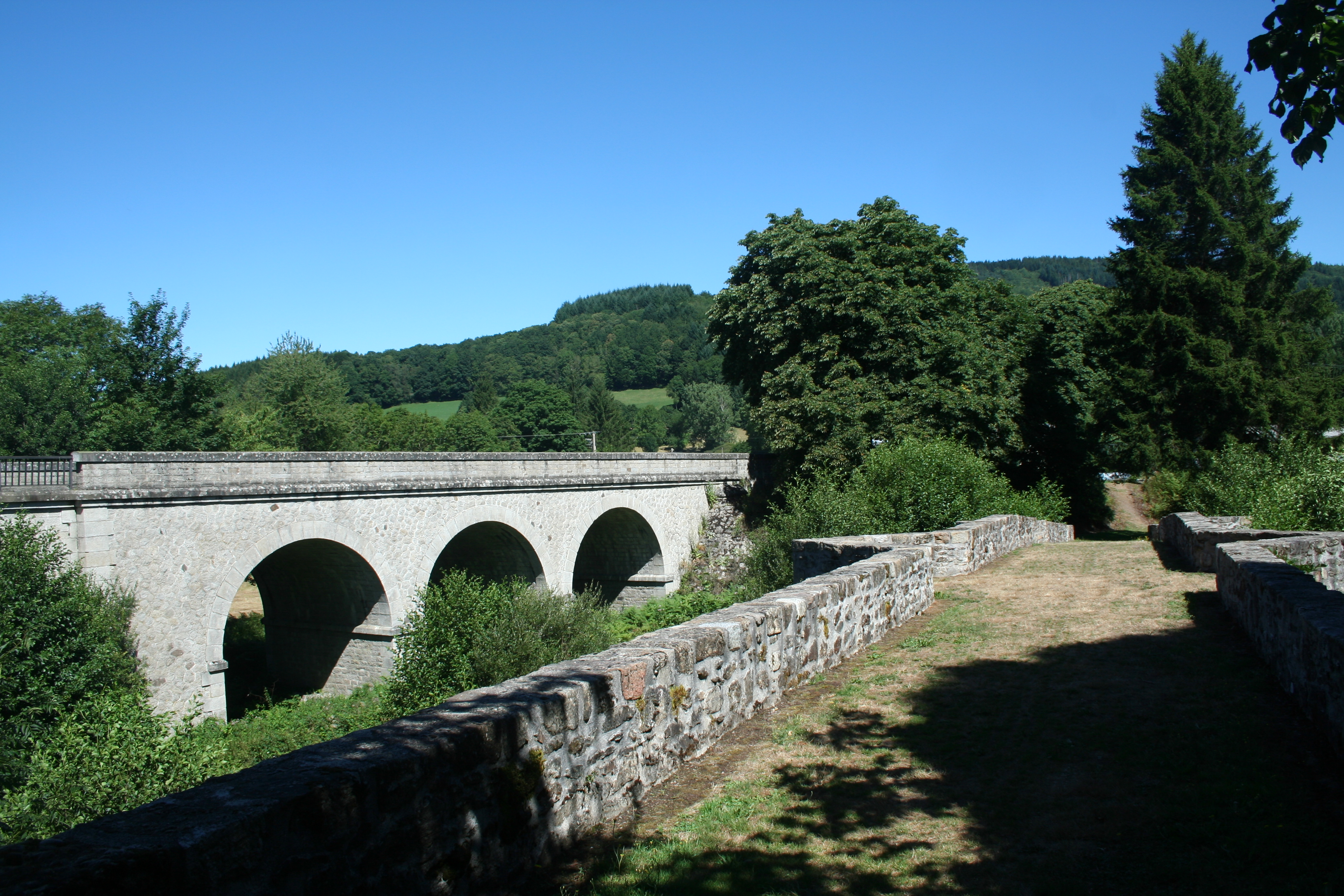
Pont Saint-Étienne et pont actuel sur la Vèbre.
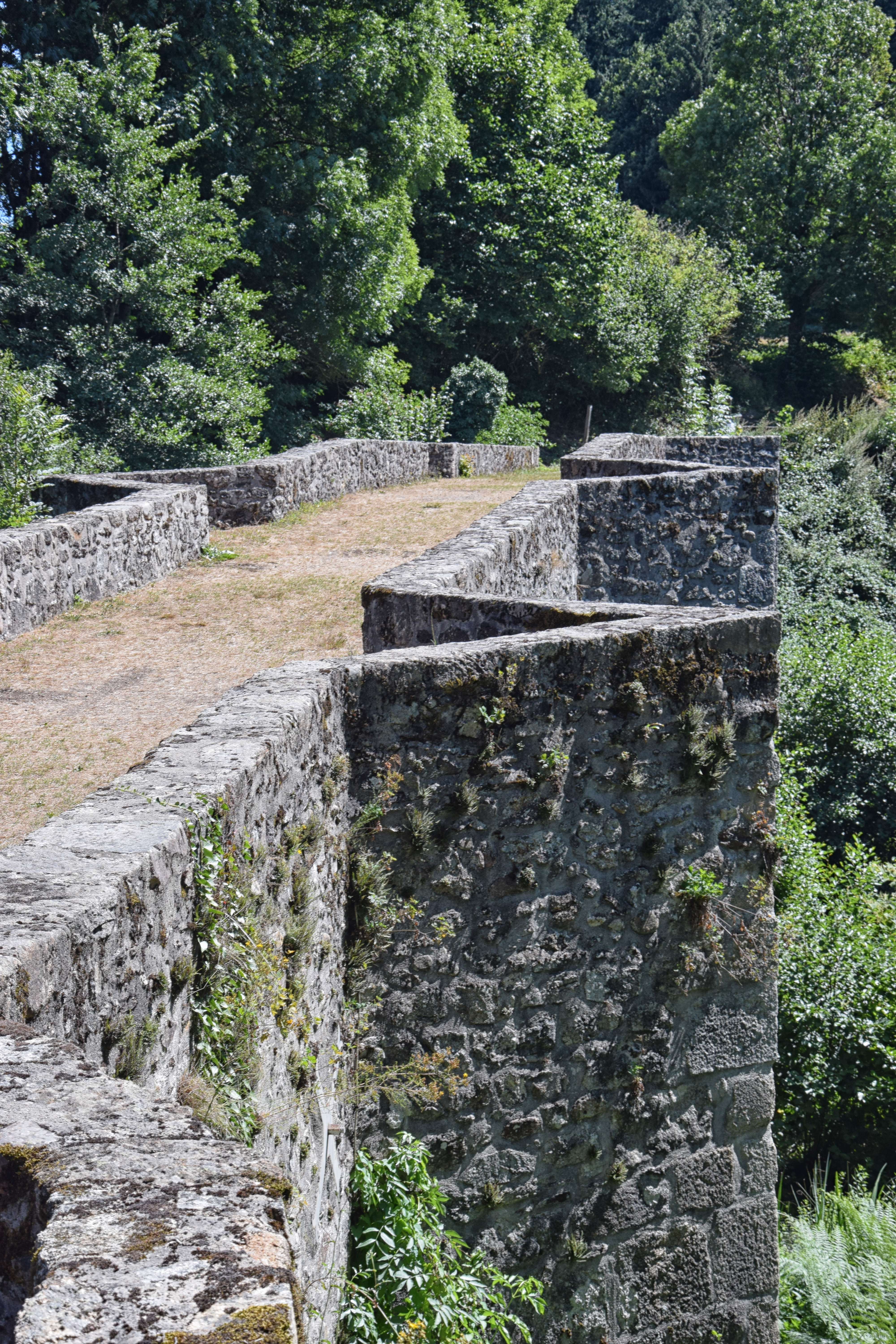
Le pont depuis la rive droite de la Vèbre
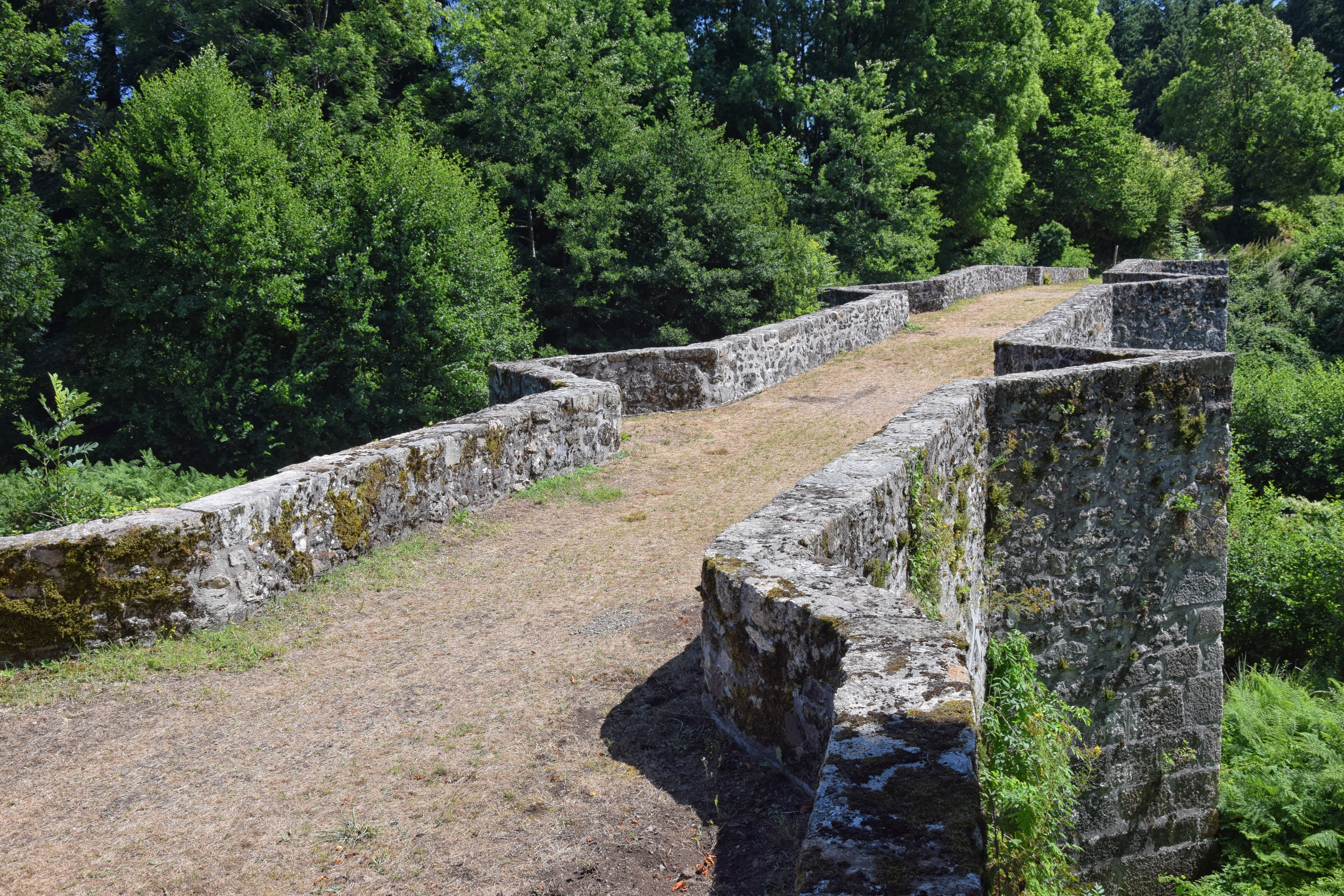
Le pont depuis la rive droite de la rivière
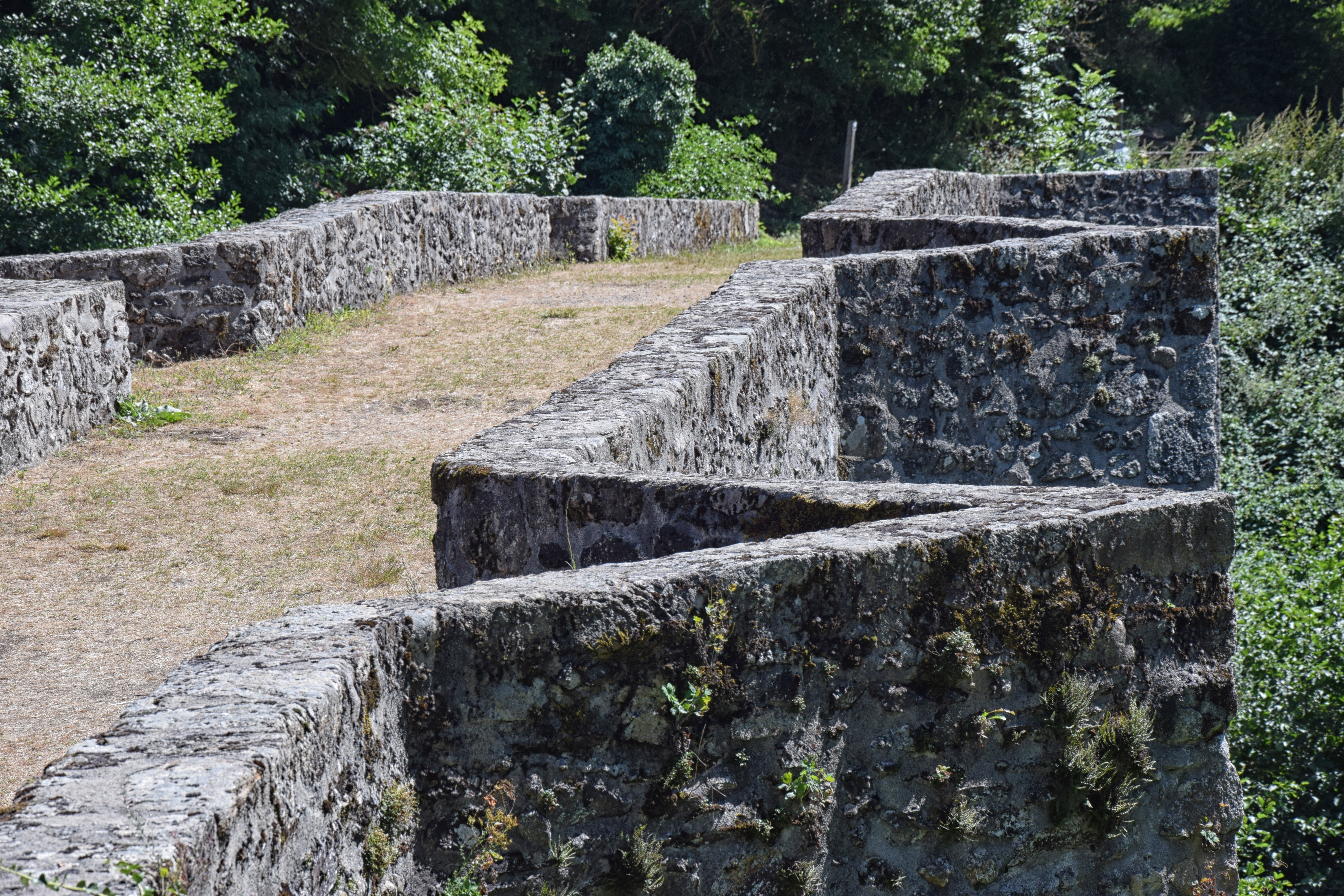
Le pont et ses beaux refuges à bec.
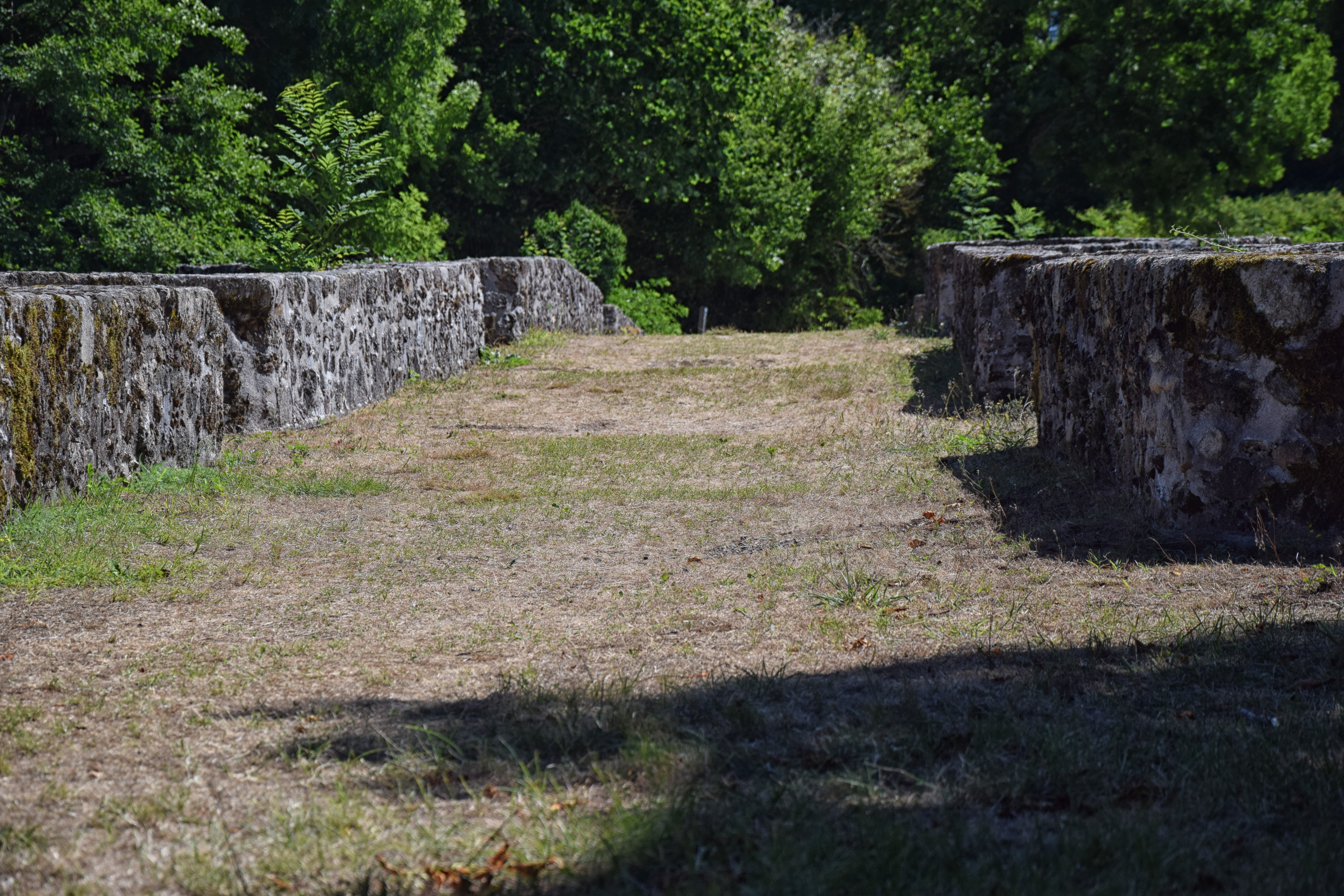
Le pont de Saint-Étienne